# Judgement (album)
Pour les articles homonymes, voir Judgement.
Albums de Anathema
Alternative 4
(1998) Resonance
(2001)
Judgement est le cinquième album studio du groupe de rock anglais Anathema. Il a été publié le 21 juin 1999 sur le label Music for Nations et a été produit par Kit Woolven.

## Historique
Cet album fut enregistré à Vintimille en Italie dans les studios Damage Inc. entre le 1er février et le 15 avril 1999.
L'album est marqué par la disparition de la mère des frères Cavanagh, Helen Cavanagh (1949 - 1998). One Last Goodbye et l'album en général lui sont dédiés. C'est aussi le premier album sans le bassiste Duncan Patterson, remplacé par Dave Pybus. Il est aussi marqué par le retour du batteur original John Douglas qui remplace Shaun Steels et qui signe deux titres (paroles et musique), Make It Right (F.F.S.) et Wings of God sur cet album. Sa sœur Lee Douglas participe pour la première fois à un album du groupe, elle assure le chant sur deux titres, Parisienne Moonlight et Don't Look Too Far.
Les titres Making Right (F.F.S.) et Deep sont sortis en singles promotionnels uniquement.
Il ne se classa pas dans les charts britanniques, mais obtint une 69e place dans les charts allemands.

## Liste des titres
| No  | Titre                  | Auteur                           | Musique                    | Durée |
| --- | ---------------------- | -------------------------------- | -------------------------- | ----- |
| 1.  | Deep                   | Vincent Cavanagh                 | Danny Cavanagh, Dave Pybus | 4:53  |
| 2.  | Pitiless               | V. Cavanagh, Pybus, John Douglas | D. Cavanagh                | 3:11  |
| 3.  | Forgotten Hopes        | D. Cavanagh                      | D. Cavanagh                | 3:50  |
| 4.  | Destiny Is Dead        | Instrumental                     | D. Cavanagh, Pybus         | 1:47  |
| 5.  | Make It Right (F.F.S.) | Douglas                          | Douglas                    | 4:19  |
| 6.  | One Last Goodbye       | D. Cavanagh                      | D. Cavanagh                | 5:24  |
| 7.  | Parisienne Moonlight   | D. Cavanagh                      | D. Cavanagh                | 2:09  |
| 8.  | Judgement              | V. Cavanagh, D. Cavanagh         | D. Cavanagh, Douglas       | 4:20  |
| 9.  | Don't Look Too Far     | Douglas                          | Douglas                    | 4:57  |
| 10. | Emotional Winter       | V. Cavanagh                      | D. Cavanagh                | 5:54  |
| 11. | Wings of God           | Douglas                          | Douglas                    | 6:29  |
| 12. | Anyone, Anywhere       | Pybus                            | D. Cavanagh, Pybus         | 4:51  |
| 13. | 2000 & Gone            | Instrumental                     | D. Cavanagh, Pybus         | 4:51  |

Titre bonus Edition Digipack
| No  | Titre                 | Auteur       | Musique     | Durée |
| --- | --------------------- | ------------ | ----------- | ----- |
| 14. | Transacoustic (bonus) | Instrumental | D. Cavanagh | 3:49  |

## Musiciens
- Vincent Cavanagh: chant, guitares
- Danny Cavanagh: guitares électriques et acoustiques, claviers, chant sur Parisienne Moonlight
- Dave Pybus: basse
- John Douglas: batterie, percussions

Musiciens additionnels
- Dario Patti: piano sur Anyone, Anywhere
- Lee Douglas: chant sur Parisienne Moonlight et Don't Look Too Far

## Charts album
| Pays      | Durée du classement | Meilleur classement |
| --------- | ------------------- | ------------------- |
| Allemagne | 2 semaines          | 69e                 |